# Ямакасі: Нові самураї
«Ямакасі: Нові самураї» (фр. Yamakasi – Les samouraïs des temps modernes) — фільм Аріеля Зейтуна, головними героями фільму є команда по паркуру Ямакасі.
Слово Ямакасі було запозичене з мови лінгала. Ya makási перекладається як «сильне тіло», «сильний дух», «сильний чоловік» або навіть «витривалість».

## Сюжет
«Ямакасі» — чудова сімка молодих людей, які, продовжуючи традиції таємничих «ніндзя», створили своє власне мистецтво: паркур. Вони не бояться ніяких небезпек і зберігають незворушність у будь-яких ситуаціях. У кожного своя особливість, своя «фішка». Одного разу, вони вирішили піднятися на хмарочос, що вони успішно роблять під спостереженням дітей та злісніх поліцейських, яких викликали мешканці будинку. Шеф поліції розповідає своїм підлеглим про всіх Ямакасі і попереджає про наслідки. Вінсент Осмін, поліцейський та кузен одного з членів Ямакасі - Бика, зустрічається з двоюрідним братом і запрошує його до себе додому на свято. Також, він просить його бути обачнішим, адже на Ямакасі дивляться діти, які можуть травмуватися (хоча члени команди навмисне починають свою паркурську діяльність вдосвіта, щоб діти їх не бачили).
Двоє дітей, які намагаються наслідувати Ямакасі, починають кликати свого одноклассника Джамеля Ельхаджа до них пограти в «Ямакасі». У Джамеля вроджена вада серця, тож він не може виконувати фізичні навантаження, але однокласники починають його дражнити. Джамель піддається і починає лізти на дерево, але непритомніє. Його перевозять у лікарню. Лікар повідомляє його матері та сестрі, що потрібно терміново пересадити серце, але донорів немає. Головний лікар каже, що у Франції серця немає, але є серце за кордоном. Проте, оплата та доставка серця нелегальна, і потребує багато грошей - 400000 франків.
Увечері вдома, матір Джамеля намагається скоїти самогубство. Це помічають Ямакасі, які святкують у домі Бика і рятують її. Вони дізнаються про ситуацію з Джамелем та навідують його. Вони обіцяють йому, що навчать його мистецтву паркуру, коли він одужає. Вони приходять до головного лікаря, але він їх випроваджує. Павук краде з кабінету дані про сімох членів лікарської ради, які відповідають за нелегальні справи. Ямакасі сваряться з Осміном і вони домовляються: він допоможе Джамелю по-своєму, Ямакасі - по своєму. Команда вирішує пограбувати цих сімох лікарів та здобути грошей для Джамеля.
Рано-вранці команда збирається та йдуть на грабунок. Ракета та Павук намагаються пограбувати першого лікаря, що частково вдається. Пушок та Музикант успішно грабують другого лікаря. Осмін тим часом прибуває до заступника міністра охорони здоров'я та пояснює йому ситуацію. Той начебто обіцяє йому допомогти. Бик, Павук та Ракета намагається пограбувати ще одного лікаря, але через собак вони зазнають невдачі. Осмін отримує догану від свого шефа та їде до потерпілого лікаря. Він здогадується про закономірність пограбування і вирішує попередити інших. Поліцейські перевіряють помешкання лікарки, яку збираються пограбувати. Вони не виявляють нічого підозрілого, але Танцюрист та Бейсбол успішно грабують квартиру. Поліцейські помічають їх, але двійко паркуристів тікають. Команда збирається на підземній парковці. Туди також прибуває Осмін та намагається відмовити від грабунку. Бик наголошує, що життя дитини не має залежати від нечесних лікарів і каже, що вони закінчать розпочате. Осмін йде.
Вони прибувають до помешкання останнього члена ради (заступника міністра охорони здоров'я) і починають грабувати його. Осмін викликає поліцію. Ямакасі встигають зібрати здобич та знешкодити двох людей. Осмін тим часом зіштовхується з расизмом та несправедливістю комісара Орсіні. Поліцейські оточують будинок. Команді доводиться тікати. Вони знаходять ще двох дітей і передають їх поліції. Їм доводиться ховатися на даху. Бик телефонує другу команди Мішлену і той вирушає на допомогу. Усе награбоване добро вони складають у один рюкзак. Мішлена помічає Осмін та відволікає поліцейських, щоб його не помітили. Бейсбол кидає Мішлену рюкзак, який він хапає та тікає від поліцейських. Бик тим часом розповідає команді історію-нісенітницю і їх хапає поліція.
Лікар повідомляє родині Джамеля, що донор серця вже помер. Мішлен продає награбоване і отримує необхідну суму. Ямакасі розповідають історію-нісенітницю поліцейським, а Осмін її підтверджує. Вони виходять на волю та прямують до Джамеля. Мішлен встигає вчасно і родина вже готова заплатити. Але лікар відмовляє, посилаючись на запізнення. Він пропонує дістати ще 100 тисяч франків. Але Ямакасі та Осмін жорстко його осаджують.
Джамель одужує, Осмін звільняється з поліції, а Ямакасі влаштовують пишну гулянку.

## У головних ролях
- Чау Белль Дін — Олівер «Бейсбол» Чен
- Вільямс Белль — Брюно «Павук» Дюріс
- Малік Діуф — Малік «Пушок» Н'Дяй
- Ян Нотра — Усман «Музикант» Даджакан
- Гілен Н'Губа Бойеке — Абду «Ракета» Н'Гото
- Шарль Перьер — Усман «Бик» Бана
- Лоран Пьемонтезі — Жан-Мішель «Танцюрист» Люка

## Саундтрек
1. «Femmes» — Faby feat Lady Laistee
2. «Zicmu» — Joey Starr & DJ Spank
3. «Sitting Bull» — Joey Starr & DJ Spank
4. «Mass» —  Boggie Down
5. «Chela» — Bustaflex
6. «En guerre » — FDY Phenomen & Jayez
7. «Le Grand Show» — Sofy feat Faby
8. «Miaou» — Ol' Kainry feat Django Jack
9. «Comme Des Fous» — Fat Cap & Jaeyez feat Joey Starr
10. «Bon ou mauvais» — Iron Sy & Disiz La Peste
11. «Grimple» — Joeystarr
12. «Plus De Reperes» — Reptiles Feat Jimi Sissoko